# Cathorops
Cathorops — рід риб з родини Арієві ряду сомоподібних. Нараховує 31 вид.

## Опис
Загальна довжина представників цього роду коливається від 19 до 36 см. Голова помірної довжини, широка, сплощена зверху. Очі маленькі або середні. Є 3 пари вусиків, які розташовані на щелепах та підборідді. Зуби першого ряду менші за зуби наступних. Зяброві отвори обмежені з боків. Тулуб подовжений. Спинний плавець доволі високий, з чотирма-дев'ятьма променями та одним гострим шипом. Грудні плавці невеликі. Часто черевні плавці майже або повністю дорівнюють грудним плавцям. Жировий плавець крихітний. Анальний плавець помірно довгий. Хвостовий плавець подовжений і сильно розділений.
Забарвлення сірих, сріблястих, коричневих кольорів з різними відтінками.

## Спосіб життя
В даному роду є морські види, які заходять в передгирлові ділянки річок; є суто прісноводні, які живуть і розмножуються лише у прісній воді; є кілька видів солоноводних сомів, що не запливають в море і не заходять в прісні води. Такі риби усе життя живуть в мангрових зонах. Деякі види, які запливають в річкові прісні води, для розмноження перебираються у море. Живляться водними безхребетними та дрібною рибою.

## Розповсюдження
Мешкають біля берегів Центральної та Південної Америки від південної Мексики до Аргентини. Зустрічаються як в Тихому, так й Атлантичному океанах.

## Види
- Cathorops agassizii
- Cathorops aguadulce
- Cathorops arenatus
- Cathorops belizensis
- Cathorops dasycephalus
- Cathorops fissus
- Cathorops fuerthii
- Cathorops gulosus
- Cathorops higuchii
- Cathorops hypophthalmus
- Cathorops kailolae
- Cathorops laticeps
- Cathorops liropus
- Cathorops manglarensis
- Cathorops mapale
- Cathorops melanopus
- Cathorops multiradiatus
- Cathorops nuchalis
- Cathorops phrygiatus
- Cathorops puncticulatus
- Cathorops raredonae
- Cathorops rugispinis
- Cathorops spixii
- Cathorops steindachneri
- Cathorops taylori
- Cathorops tuyra
- Cathorops variolosus
- Cathorops wayuu